# Karl Tiburtius

Karl Tiburtius

Karl Wilhelm Christian Tiburtius (* 10. Juli 1834 in Bisdamitz; † 19. Juli 1910 in Marienfelde) war ein deutscher Schriftsteller und Arzt, zeitweise Militärarzt. Er veröffentlichte auch unter Korl Tiburtius, der niederdeutschen Form seines Namens.

## Leben
Karl Tiburtius wurde 1834 auf dem Gut Bisdamitz auf Rügen als Sohn eines Gutspächters geboren. Er besuchte das Gymnasium Stralsund und studierte anschließend von 1852 bis 1856 Medizin an der Friedrich-Wilhelms-Universität zu Berlin, wo er zum Dr. med. promoviert wurde. 1866 wurde er Stabs- und Bataillonsarzt in Stralsund, 1870 Oberarzt in Erfurt, später in Metz. Im Winter 1872 heiratete er Henriette Hirschfeld, die in Berlin als Deutschlands erste akademisch ausgebildete weibliche Zahnärztin arbeitete; sie führte nach der Heirat den Doppelnamen Hirschfeld-Tiburtius. Aus der Ehe gingen zwei Söhne hervor, Carl und Franz. Dr. Franz Tiburtius wurde am 24. Januar 1876 geboren und starb als Marineoberassistenzarzt am 5. Juli 1904 beim Herero-Aufstand in Deutsch-Südwestafrika. 1872 verließ Karl Tiburtius den Militärdienst als Oberstabsarzt a. D. Von 1875 bis 1899 arbeitete er als Arzt in der damaligen Berliner Vorstadt Rixdorf. Anschließend zog er in den damaligen Berliner Vorort Marienfelde, wo er 1910 starb.

## Familie
Die Freundschaft mit seiner späteren Ehefrau hat wohl auch dazu geführt, dass Karl Tiburtius seine Schwester Franziska Tiburtius von der Aufnahme eines Medizinstudiums 1871 in Zürich überzeugen konnte. Sie war später als eine der ersten deutschen Ärztinnen mit eigener Praxis in Berlin tätig.

## Schriften
- Bemerkungen eines Militair-Arztes über das Invalidengesetz vom 6. Juli 1865. Hingst, Stralsund 1870.
- Kandidat Bangbüx. 1. Auflage: S. Bremer, Stralsund 1884. 2. Auflage: Otto Lenz, Leipzig 1910.

Der Roman spielt in Stralsund und auf Rügen. Veröffentlicht unter dem Namen Korl Tiburtius.
- Kandidat Bangbüx. Lustspiel in 5 Akten. Röwer, Berlin 1904

Dramatisierte Fassung des Romans.
- Hackels. Hilfsverein deutscher Lehrer, Berlin 1900.

Veröffentlicht unter dem Namen Korl Tiburtius.
- Die Grabschrift zu Bobbin. W. Krohß, Bergen auf Rügen 1927.

Nach seinem Tode herausgegeben von Walter Baetke.